# 内なる光
内なる光（うちなるひかり）の概念は、様々な形態のクエーカー（キリスト友会）の考え方の中心をなすものである。この概念は個人の中に神が現れ、神の存在が直接個人の経験に現れるとしている。クエーカーは神は皆に語りかけるがその声を聞くには一人一人がその声に静かに且つ積極的に耳を傾けなければならないと信じていて、ポール・ラクートは「活動的な静けさ」と呼んだ 。クエーカーは各人がこの内なる光に導かれるとは考えていないが、友会徒は共に会い神が個人に与える考え方と導きを共有することで神の皆に与える導きが得られると考えている。友会徒の集まりである人に内なる光が語ることをその人が声に出して言うときその人は通常「聖職者」と呼ばれる。

## 類義語について
内なる光の類義語に「神の光」、「キリストの光」、「我が内なる神の聖霊」、「我が内なる光」、「我が内なるキリスト」がある。中には「皆に現れる神の光」という表現を用いる人がいて、キリスト友会の教祖の一人ジョージ・フォックスが初めて使った言葉である。関連語の「内部の光」は、嘗てはクエーカーが用いた言葉だが、今では殆ど使わなくなっている。この言葉は自己の内部の光ではなく神やキリストの光で具現化する人々の姿を表している。友会徒の間では明確に示される概念ではなく、この言葉は度々言い換えが行われている。

## 基本思想について
それぞれに内なる光があるとするクエーカーの信仰は、「すべての人を照らすまことの光であって、世にきた」という新約聖書の一節（ヨハネによる福音書1章9節）から来ている。友会徒は「全ての」人は自身の内なる光と共に生まれたという一節を協調している。初期の友会徒は、この一節を自分達の標語のひとつとし、度々「光の子供たち」に自らを擬えた。
キリスト友会の教祖の一人ジョージ・フォックスは、神は直接その姿を現すと言った。フォックスは様々な教派の教義を探索し、様々な伝道者の言い分に耳を傾けた。遂に誰も自分に本質を示してはくれないと結論付けた。その時、「イエス・キリストをおいて汝の状態に語る者はいない」という声があったと言っている。フォックスは一人一人が神を具現しその声を自らのうちに聴ける故にその道を教えあるいは導くものを信頼できない人に神の道を教えることを望んでいると感じた。日記に書いている。「その内部の光、聖霊、皆が救世主のあることを知る恩寵、神に対する道に人々を向かわすよう導かれたこと、全てにおける真理に人々を導き給う聖霊さえも、絶対に人を欺くことがないことを嬉しく思う。」フォックスの教えは、キリスト即ち光は、自分に従う人々自身を導くために来たし（あなたがたのうちには、キリストからいただいた油がとどまっているので、だれにも教えてもらう必要はない。）、人々が静かに神を待つならば、光は人々がどのように生きるかを教え、キリストについて教え、心の状態を示すだろうし、光を愛せば、「悪事の原因」となるものを取り除き、然る後にキリストは心に住む自分の王国を築くために天国に戻り給うというものであった。フォックスは自身の内の悪事を滅ぼす光をキリストの十字架即ち神の力と呼んだ。
後にキリスト友会の弁証学者ロバート・バークレーは、「この時授かったこの最も確実な教義即ち福音書式に言えば「光」でありあらゆる人の恩寵、人類に対する神の愛と慈悲の普遍性は、御子であり神であるイエス・キリストの死においても、心の「光」の兆候において、神を否定するようなあらゆる反対意見に対して齎され確認されたものである」と書いている。この引用が示すように、バークレーとフォックスの考えは、共に単に目の前の神に関する知識ではなく悪事からの救済と神の受納を導く恩寵と慈悲に結びついている。

## 普遍主義について
フォックス、バークレーなどの尊敬される指導者の教えに基づきキリスト友会は様々な形式で普遍主義に従っている。友会徒の中には今日イエスの死と内なる聖霊の存在を通じて悪事から全ての人が既に守られあるいは現実に守られようとしていると信じるキリスト教の普遍主義に同意する人もいる。光は全ての人の内部にあるから誰も地獄に落ちることはないという言い方もある。Quaker Universalist Groupのような友会徒は、更に進んで、もっと広い意味で普遍主義を信じている。人々はイエス・キリストの存在を認める必要はなく、その人の教義の如何を問わず光によって救われることはなく従って守られる必要はないと信じている。キリスト友会の第三の部分は、福音主義的である。全ての人は内なる光があり守られる可能性があるが、光そのものを得られた人とイエス・キリストの救いを受け入れた人だけが、実際に守られると信じている。

## 他の内部に発するものとの違いについて
多くの友会徒が普遍主義を自身から発する衝動と一般に受け入れられている倫理観の両方とは全く違う神の導き（または聖霊の「刺激」や「導き」）と考えている点は重要である。事実マリアン・マクマレンが指摘したように自分が考えることと逆のことを集会で言おうという刺激を受けることがある。友会徒は普通内なる光を良心や倫理観とは捉えないが、人間の本質の側面を示し、時に正す何かしら高度で奥深いものだという見方もある。

## 規範や信経との違いについて
歴史上友会徒は自己の存在に立脚できない形式的な信経や宗教哲学に疑いを持ってきた。その代わりに内なる教師即ち内なる光に導かれるものとしている。しかしこのことは友会徒が自らなすべきことを決めることではなく、自分と同じく他者の内なる光に耳を傾けなければならないのと同様に他の友会徒の知性に眼を向けることを求めているのである。友会徒には決定をなすにあたって集まった知性と聖霊により様々な手順が存在する。
友会徒の方式は、時を越えて手を加えられてきた「教義と実践」に最大の助言が集約されている。教義と実践に関する多くのあるいは殆どの本は、初め1656年に出版された「助言」一覧に添えられた下記の内容のものがあり、内なる光について友会徒が何を重視するかを示している。
親愛なる友会徒の皆さん、自分たちが行わないことでも、皆さんの上にありますが、純粋で聖なる光により生きる規範や形式として全てのものが導かれるかもしれませんし、それ故に皆さんの中に生きてまた留まる光には聖霊が満ち溢れるのでしょうし、文字は人を殺す故に文字ではなく、聖霊が生命を授けてくださいます。.

## 聖書について
友会徒は聖書に関連する内なる光に完全に同意しているわけではない。殆どの友会徒は、特に嘗ては、知性と導きの源として聖書を見てきた。多くは、殆どの友会徒ではなくても、聖書を神から霊感を授けられた本とみなしてきた。しかし、クエーカーは一般に現在も力のある神の個人的な導きを聖書の文言より権威があると見る傾向がある。ジョージ・フォックスやロバート・バークレーのような初期のクエーカーは、真に内なる聖霊からの刺激が聖書を否定することにはならないと考えていた。しかし聖書を正しく理解するには現状に対する導きを加えることで明確にし導く内なる光が必要だと考えていた。19世紀には他の友会徒は聖書にない視点を正当化する内なる光の概念を用いていると信じる友会徒が現れた。こうした正統派友会徒は聖書は内なる光より権威があり個人の指導の試金石に使うべきだと考えていた。友会徒は今も公式にはしかし通常は恭しくこうした点については立場が分かれている。